# 粗粒石扇蟹
粗粒石扇蟹（学名：Epixanthus corrosus）为扇蟹科石扇蟹属的动物。分布于日本、新喀里多尼亚、马来半岛、红海以及中国大陆的西沙群岛等地，生活环境为海水，多见于珊瑚礁浅水中。